# Nepalesische Badmintonmeisterschaft
Nepalesische Badmintonmeisterschaften werden seit der Saison 1951/1952 ausgetragen. In der Anfangszeit der Titelkämpfe waren diese offen, das heißt, es konnten auch Sportler anderer Staaten an den Meisterschaften teilnehmen.

## Titelträger
| Saison               | Herreneinzel          | Dameneinzel       | Herrendoppel                        | Damendoppel                      | Mixed                            |
| -------------------- | --------------------- | ----------------- | ----------------------------------- | -------------------------------- | -------------------------------- |
| 1951/1952 1. Auflage | N. B. Basnyat         | nicht ausgetragen | N. B. Basnyat M. R. Subedi          | nicht ausgetragen                | N. B. Basnyat Nebedita           |
| 1952/1953 2. Auflage | N. B. Basnyat         | Rita Basnyat      | N. B. Basnyat S. S. Jbr             | nicht ausgetragen                | Baksi                            |
| 1953/1954 3. Auflage | N. B. Basnyat         | Rita Basnyat      | N. B. Basnyat S. B. Basnyat         | nicht ausgetragen                | N. B. Basnyat Rita Basnyat       |
| 1955 1956            | nicht ausgetragen     | nicht ausgetragen | nicht ausgetragen                   | nicht ausgetragen                | nicht ausgetragen                |
| 1956/1957 4. Auflage | Abdullah Piruz        | Mira Das          | Abdullah Piruz Lai Fook Young       | Mira Das Nilima Das              | Manoj Guha Nilima Das            |
| 1958                 | nicht ausgetragen     | nicht ausgetragen | nicht ausgetragen                   | nicht ausgetragen                | nicht ausgetragen                |
| 1958/1959 5. Auflage | B. Mani               | Suniti Rana       | Akrur N. Rana P. R. Joshi           | Mira Das Nilima Das              | S. B. Basnyat Suniti Rana        |
| 1960                 | nicht ausgetragen     | nicht ausgetragen | nicht ausgetragen                   | nicht ausgetragen                | nicht ausgetragen                |
| 1960/1961 6. Auflage | S. B. Basnyat         | nicht ausgetragen | N. B. Basnyat S. B. Basnyat         | nicht ausgetragen                | nicht ausgetragen                |
| 1961/1962 7. Auflage | T. Nsete              | nicht ausgetragen | Akrur N. Rana S. B. Basnyat         | nicht ausgetragen                | nicht ausgetragen                |
| 1963 1967            | keine Daten           | keine Daten       | keine Daten                         | keine Daten                      | keine Daten                      |
| 1967/1968            | Kishor Bahadur Singha |                   | Kishor Bahadur Singha               |                                  | Kishor Bahadur Singha            |
| 1968/1969            | Kishor Bahadur Singha |                   | Kishor Bahadur Singha               |                                  | Kishor Bahadur Singha            |
| 1969/1970            | Kishor Bahadur Singha |                   | Kishor Bahadur Singha               |                                  | Kishor Bahadur Singha            |
| 1970/1971            | Kishor Bahadur Singha |                   | Kishor Bahadur Singha               |                                  | Kishor Bahadur Singha            |
| 1971/1972            | Kishor Bahadur Singha |                   | Kishor Bahadur Singha               |                                  | Kishor Bahadur Singha            |
| 1972/1973            | Kishor Bahadur Singha | Raj Devi Manander | Kishor Bahadur Singha K. C. Balaram | Raj Devi Manander Jayanti Panday | Kishor Bahadur Singha            |
| 1973/1974            | Kishor Bahadur Singha | Raj Devi Manander | Kishor Bahadur Singha K. C. Balaram | Raj Devi Manander Jayanti Panday | nicht ausgetragen                |
| 1975 1978            | keine Daten           | keine Daten       | keine Daten                         | keine Daten                      | keine Daten                      |
| 1978/1979            | Pradeep B. Shah       |                   |                                     |                                  |                                  |
| 1979/1980            | Pradeep B. Shah       |                   |                                     |                                  |                                  |
| 1980/1981            | Pradeep B. Shah       |                   |                                     |                                  |                                  |
| 1981/1982            | Pradeep B. Shah       | Shanti Manandhar  | Prakash Dhoj Rana Pradeep B. Shah   | Chhya Shrestha Binda Simkhada    | Prakash Dhoj Rana Kalpana Rana   |
| 1982/1983            |                       |                   |                                     |                                  |                                  |
| 1984 20. Auflage     | Prakash Dhoj Rana     | Shanti Manandhar  | Pratap Adhikari Naresh B. Singh     | Shanti Manandhar Subha Shrestha  | Pratap Adhikari Shanti Manandhar |
| 1985 21. Auflage     | Prakash Dhoj Rana     | Binda Shimkada    | Prakash Dhoj Rana Ramjee Shrestha   | Binda Shimkada Chaya Shrestha    | Prakash Dhoj Rana Kalpana Shah   |
| 1986 1997            | keine Daten           | keine Daten       | keine Daten                         | keine Daten                      | keine Daten                      |
| 1998                 |                       | Pooja Shrestha    |                                     |                                  |                                  |
| 1999                 |                       | Pooja Shrestha    |                                     |                                  |                                  |
| 2001 29. Auflage     | Pashupati Paneru      |                   |                                     |                                  |                                  |
| 2004 30. Auflage     |                       |                   |                                     |                                  |                                  |
| 2005 31. Auflage     |                       | Pooja Shrestha    |                                     |                                  |                                  |
| 2006 32. Auflage     |                       |                   |                                     |                                  |                                  |
| 2007 33. Auflage     | Bikash Shrestha       | Pooja Shrestha    |                                     |                                  |                                  |
| 2010 34. Auflage     | Bikash Shrestha       | Pooja Shrestha    | Vimal Shrestha Ram Rai              | Pooja Shrestha Nangsal Tamang    | Indra Mahata Pooja Shrestha      |
| 2011/12 35. Auflage  | Bikash Shrestha       | Nangsal Tamang    |                                     |                                  |                                  |
| 2013 36. Auflage     | Ratnajit Tamang       | Sara Devi Tamang  |                                     | Pooja Shrestha Sabina Panthi     | Ratnajit Tamang Sara Devi Tamang |
| 2014 2024            | keine Daten           | keine Daten       | keine Daten                         | keine Daten                      | keine Daten                      |